# Boys (Britney Spears)
Boys è un singolo della cantante statunitense Britney Spears, pubblicato il 29 luglio 2002 come sesto e ultimo estratto dal terzo album in studio Britney. 

## Descrizione
Scritto e prodotto dai The Neptunes, Boys fa parte della colonna sonora del film Austin Powers in Goldmember ed è stato realizzato un filmato su YouTube con lo stesso attore Justin Bruening per il film omonimo, che partecipa anche nel video della cantante.
Per il singolo è stata utilizzata una versione del brano diversa dalla versione contenuta nell'album, chiamata The Co-Ed Remix, alla quale ha collaborato nelle parti cantate Pharrell Williams.

## Video musicale
Nel videoclip di Boys è stato diretto dal regista Dave Meyers, che aveva già diretto il video di Lucky. La clip si svolge nell'arco di una notte caratterizzata da momenti di svago, atmosfera rilassata e dinamiche amorose, intervallati da sequenze coreografiche che vedono protagonista l'artista accompagnata dal suo corpo di ballo. Il video si apre con l'inquadratura di una strada immersa nell'oscurità, dove un'automobile si arresta per parcheggiare. Dal veicolo scende un giovane, vestito con maglietta e giacca nera, diretto verso un castello in cui si sta per tenere una festa. Tuttavia, l'accesso gli viene negato da due buttafuori. Il ragazzo protesta animatamente, ma le sue urla si disperdono nella notte.
Segue una panoramica aerea della città in penombra, illuminata da luci serali. La telecamera si sofferma poi su un'abitazione, all'interno della quale si trova la cantante, intenta a prepararsi per la serata con l'aiuto di alcune amiche che danzano attorno a lei. La cantante indossa una lunga tunica scura con riflessi bluastri e si muove con grazia, lasciandosi adornare con gioielli e accessori, prima di iniziare la prima sequenza di ballo del video.
La scena successiva mostra una tavolata rettangolare decorata con petali di rose rosse. Seduta a un'estremità si trova Britney Spears, che canta il ritornello del brano (Boys...), mentre all'altra estremità siede un uomo che la osserva intensamente. La cantante interagisce con la scena attraverso movimenti del capo e sguardi rivolti alla telecamera, notando anche la presenza di un cane accanto al padrone.
Il video prosegue con una sequenza ambientata presso una piscina, dove sono presenti vari giovani. La cantante, in un lungo abito blu semitrasparente con nodo in vita e capelli raccolti in una coda, nota un ragazzo attraente che cerca di avvicinarla. Tuttavia, dopo un breve scambio di sguardi, Britney si allontana lasciandolo da solo. In parallelo, Pharrell Williams — presente come artista ospite nel brano — appare al bar, eseguendo la sua parte rap mentre flirta con una ragazza.
Nel frattempo, Britney scherza con un altro ragazzo (interpretato da Justin Bruening), con il quale danza prima di ritirarsi con lui in una stanza appartata. Il video si conclude con una panoramica finale che si dissolve nell’oscurità della notte.
Tra i ballerini che accompagnano la cantante compare anche Mike Myers nei panni del personaggio Austin Powers. Fanno inoltre brevi apparizioni gli attori DJ Qualls, Jason Priestley e Taye Diggs. 
Il video ha avuto tre nomination agli MTV Video Music Awards 2003 per il Miglior video femminile, Miglior video dance e Miglior video da un film.

## Tracce
Europe/Australia CD
1. Boys (The Co-Ed Remix featuring Pharrel Williams)
2. Boys (The Co-Ed Remix Instrumental)
3. Boys (Album Version)
4. Boys (Album Version Instrumental)

UK CD
1. Boys (The Co-Ed Remix featuring Pharrel Williams)
2. Boys (The Co-Ed Remix Instrumental)
3. Boys (Album Version)

USA Promo CD
1. Boys (The Co-Ed Remix featuring Pharrel Williams)

### Remix ufficiali
- Album version 3:26
- Album version instrumental 3:26
- The Co-Ed Remix featuring Pharrel Williams 3:45
- The Co-Ed Remix featuring Pharrel Williams instrumental 3:45
- The Co-Ed Remix - Solo version 3:22
- Riprock N Alex G Remix

## Classifiche

### Classifiche settimanali
| Classifica (2002) | Posizione massima |
| ----------------- | ----------------- |
| Australia         | 14                |
| Austria           | 18                |
| Belgio (Fiandre)  | 7                 |
| Belgio (Vallonia) | 10                |
| Canada            | 21                |
| Danimarca         | 14                |
| Francia           | 55                |
| Germania          | 19                |
| Giappone          | 63                |
| Irlanda           | 10                |
| Italia            | 30                |
| Nuova Zelanda     | 39                |
| Paesi Bassi       | 14                |
| Regno Unito       | 7                 |
| Spagna            | 16                |
| Svezia            | 11                |
| Svizzera          | 20                |
| Stati Uniti       | 122               |

### Classifiche di fine anno
| Classifica (2002) | Posizione |
| ----------------- | --------- |
| Belgio (Fiandre)  | 73        |
| Belgio (Vallonia) | 76        |
| Regno Unito       | 141       |